# Фельшинка
Фельшинка — деревня в Приморском районе Архангельской области. Входит в состав Лисестровского сельского поселения (муниципальное образование «Лисестровское»).

## Географическое положение
Деревня расположена на правом берегу водотока Цигломинка (Исакогорка) и граничит с территорией Васьковского сельского поселения. В полукилометре к северо-востоку проходит федеральная автомобильная дорога М8 «Холмогоры». Ближайший населённый пункт Лисестровского сельского поселения, деревня Новое Лукино, расположена восточнее вдоль берега водотока по соседству с Фельшинкой.

## Население
Численность населения деревни, по данным Всероссийской переписи населения 2010 года, составляла 25 человек. 
| Население                            | на 1 января 2010 года |
| ------------------------------------ | --------------------- |
| В возрасте до 16 лет                 | 1                     |
| Трудовые ресурсы (из них работающих) | 12 (12)               |
| Пенсионеры                           | 16                    |
| Всего                                | 29                    |
| Прибыло / выбыло (за год)            | 2 / 2                 |
| Родилось / умерло (за год)           | 0 / 0                 |

## Инфраструктура
Жилищный фонд деревни составляет 1,4 тыс. м². Объекты стационарного торгового обслуживания населения на территории населённого пункта отсутствуют. В полукилометре к северу от деревни расположен животноводческий комплекс ООО «АПК «Любовское».